# Els Andersson a la neu
Els Andersson a la neu (originalment en suec, Sune i fjällen) és una pel·lícula còmica sueca que es va estrenar als cinemes de Suècia el 19 de desembre de 2014. La pel·lícula, en part gravada a Åre, és la final d'una trilogia de pel·lícules d'Els Andersson. Les versions doblada i subtitulada al català es van estrenar el 2016.

## Sinopsi
La pel·lícula explica la història de les vacances d'esquí de la família d'Andersson als vessants suecs de les Alps Escandinaus. Els Andersson emprenen un viatge que no poden pagar només perquè en Sune vol rescatar la Sophie dels braços d’un atlètic xicot. A més, no saben esquiar.

## Producció
Les escenes de muntanya es van rodar durant el març i l'abril de 2014 a prop d'Åre, en llocs com Ullådalen i Duved. El rodatge també es va produir a Edsåsdalen i Östersund. L'obra es va completar més tard a Göteborg.

## Repartiment
Apareixen els següents intèrprets:
- William Ringström - Sune
- Morgan Alling - Rudolf
- Anja Lundqvist - Karin
- Julius Jimenez Hugoson - Håkan
- Hanna Elffors Elfström - Anna
- Julia Dufvenius - Sabina
- Erik Johansson - Pont
- Kajsa Halldén - Sofie
- Kalle Westerdahl - Ragnar
- Frida Hallgren - Yvonne
- Malte Gårdinger - Santos
- Bonn Ulving - Pär Päron